# Sakura Sakura (visual novel)
Sakura Sakura (さくらさくら?) è una visual novel del 2009 pubblicata originariamente per PC come eroge per adulti e successivamente ripubblicata per le console PlayStation in due rifacimenti accessibili ai minori dai 15 anni in su, nel 2010 per PSP con il titolo Sakura Sakura: Haru Urara (さくらさくら -HARU URARA-?), e nel 2018 per PS Vita e PS4.

## Doppiaggio
- Michihiko Hagi – Naoki Fuse
- Jun Fukushima – Tōru Inaba
- Akane Tomonaga – Sakura Kirishima
- Miyu Inoue – Akira Nitta
- Natsumi Yanase – Nanako Sakura
- Yui Sakakibara – Kurumi Tachibana